# Rio Isábena
O Rio Isábena é um rio de Aragão, Espanha e é o principal afluente do rio Ésera. Corre pela comarca de Ribagorza. Nasce a 2400 m de altitude na zona conhecida como Es Sebollés, entre os picos Gallinero e Cibollés, no Alto Aragão, Pirenéus Aragoneses. 